# Fiona Dolman
| Fiona Dolman                              | Fiona Dolman                                                       |
| Kattints az alábbi külső linkek egyikére! | Kattints az alábbi külső linkek egyikére!                          |
| ----------------------------------------- | ------------------------------------------------------------------ |
| Nem található szabad kép.(?)              |                                                                    |
| külső link · jogvédett                    | Sarah Barnaby szerepében a „Kisvárosi gyilkosságok” tévésorozatban |

Fiona Dolman (Findhorn, Moray, Skócia, 1970. január 1. –) skót születésű brit színésznő. A Kisvárosi gyilkosságok (Midsomer Murders) c. televíziós krimisorozat 2011 után forgatott évadainak egyik állandó szereplője, mint Sarah Barnaby tanárnő, John Barnaby rendőr-főfelügyelő (Neil Dudgeon) felesége.

## Életpályája
Fiona Dolman a skóciai Findhornban született 1970-ben. Szülei Rosemary és Gordon Dolman, négy testvér közül Fiona a legifjabb. Apja a brit légierő (RAF) pilótája, aki az 1980-as években Gibraltárban állomásozott. A tizenéves Fiona 1984–86 között a gibraltári női széldeszkás bajnokságokon több díjat is elnyert.
1993-ban debütált a Crime Story tévésorozatban. Ezt követően számos brit tévéfilmben és sorozatban kapott kisebb-nagyobb szerepet. Az ITV televízió The Royal, The Royal Today és a Heartbeat sorozatok állandó szereplőjeként szerzett ismertséget. Feltűnt a Channel 4 televíziós csatorna Ultraviolet című vámpírsorozatában is. Rövid szerepet kapott a BBC Paradox c. showműsorsorozatában is. 2010 augusztusában a BBC Waterloo Road c. sorozatában rendőr-őrmestert alakított.
2000 májusában feleségül ment Martin James Curry brit filmrendezőhöz, akivel a Heartbeat sorozat forgatásán ismerkedett meg (Curry ekkor a rendező asszisztenseként dolgozott).
Az ITV televízió Kisvárosi gyilkosságok (Midsomer Murders) c. népszerű krimisorozatát 2011-től, a 14. évadtól kezdve megújított szereposztással forgatják. Az első 13 évad főszereplője, Tom Barnaby rendőr-főfelügyelő (John Nettles) a történet szerint nyugállományba kerül, helyét ifjabb unokafivére, John Barnaby (Neil Dudgeon) veszi át. Tommal együtt felesége, Joyce (Jane Wymark) is kikerült a sorozatból. A 2011 áprilisa után készült epizódokban Fiona Dolman alakítja az új főfelügyelő feleségét, Sarah Barnaby-t, aki civilben tanárnő, Causton város nyilvános középiskolájának (Causton Comprehensive School) frissen kinevezett igazgatónője.

## Filmszerepei
- 1993 : Crime Story tévésorozat (Julie Mugford)
- 1994 : Pat and Margaret tévéfilm (névtelen szerep)
- 1995 : Strike Force tévéfilm (Sarah Kyte)
- 1997 : A Touch of Frost tévésorozat (Fiona)
- 1997 : The Knock tévésorozat (Anna Ransley)
- 1998 : Ultraviolet tévé-minisorozat (Frances)
- 1998 : Picking up the Pieces tévésorozat (Liz)
- 1998 : Ruth Rendell Mysteries tévésorozat (Ella)
- 1998–2001 : Heartbeat tévésorozat (Jackie)
- 2006 : The Marchioness Disaster tévésorozat (nővér)
- 2006 : New Tricks tévésorozat (Kate Sutton)
- 2006 : To the sea again rövidfilm (Eleanor)
- 2007 : Diamond Geezer tévésorozat (Mills ügynök)
- 2008 : The Royal Today tévésorozat (Pamela Andrews)
- 1997–2009 The Bill tévésorozat (több szerepben)
- 2009 : Coronation Street tévésorozat (jogtanácsos)
- 2003–2009 : Holby Városi Kórház (Holby City) tévésorozat (több szerepben)
- 2009 : Paradox tévé-minisorozat (Lauren Phelps)
- 2010 : Waterloo Road tévésorozat (Nichols rendőrnő)
- 2010 : Ways to Live Forever (Félix anyja)
- 2005–2011 : Doktorok (Doctors); tévésorozat (több szerepben)
- 2013 : The Syndicate tévésorozat (Gleaves felügyelő)
- 2013 : Da Vinci démonai (Da Vinci’s Demons) tévésorozat (Anna Donati)
- 2011 óta Kisvárosi gyilkosságok (Midsomer Murders) tévé-krimisorozat (Sarah Barnaby)

## További információ
- Fiona Dolman a PORT.hu-n (magyarul)
- Fiona Dolman az Internet Movie Database-ben (angolul)
- Fiona Dolman a Rotten Tomatoeson (angolul)
- Fiona Dolman az AlloCiné weboldalán (franciául)